# Jordan (Iowa)
Pour les articles homonymes, voir Jordan.
Jordan est une communauté non constituée en municipalité du comté de Boone, en Iowa, aux États-Unis. 
Elle est située approximativement à mi-distance de Boone, le siège de comté, à l'ouest, et d'Ames, comté de Story, à l'est.

## Histoire
Jordan a été auparavant baptisée Midway, puis Harmon's Switch. Le nom actuel fait référence à la rivière Jourdain, en anglais : Jordan River.

## Source de la traduction
- (en) Cet article est partiellement ou en totalité issu de l’article de Wikipédia en anglais intitulé « Jordan, Iowa » (voir la liste des auteurs).